# ラウンズ郡 (アラバマ州)
ラウンズ郡（英: Lowndes County）は、アメリカ合衆国アラバマ州の中央部南に位置する郡である。2010年国勢調査での人口は11,299人であり、2000年の13,473人から16.1%減少した。郡庁所在地はヘインビル町（人口932人）であり、同郡で人口最大の町はフォートデポジット町（人口1,344人）である。郡名はサウスカロライナ州選出アメリカ合衆国下院議員を務めたウィリアム・ラウンズに因んで名付けられた。
ラウンズ郡はモンゴメリー大都市圏に属している。

## 歴史
ラウンズ郡は1830年1月20日に、モンゴメリー郡、ダラス郡、バトラー郡のそれぞれ一部を合わせ、アラバマ州議会の法により設立された。郡名はサウスカロライナ州の政治家ウィリアム・ラウンズに因んで名付けられた。

### 公民権運動時代
ラウンズ郡は「流血のラウンズ」とも呼ばれ、アラバマ州のブラックベルト地帯の錆びたバックルであった。1965年、南北戦争からまるまる1世紀を経て、大きな変化が起きた。郡内の土地の90%を白人の86家族が所有し、政府を支配していた。黒人住民の大半は低レベルの農業労働に従事していた。黒人は誰一人として有権者登録されておらず、20世紀への変わり目には州議会が人種差別憲法を成立させていた。
「セルマからモンゴメリーへの行進」が成功し、1964年の公民権法が成立したことで、公民権運動の指導者たちは、流血のラウンズ郡でも人種差別と闘うことができると考えるようになった。脅しや殺人に対して黒人が立ち上がることを目指した新しい独立政党、「ラウンズ郡自由機構」が設立された。
学生非暴力協調委員会の若き公民権運動指導者ストークリー・カーマイケルによって組織され、ラウンズ郡民は郡内で黒人が有権者登録できるよう強力な運動を始めた。
学生非暴力協調委員会の計画は単純だった。より多くの黒人が投票できれば地方政府を支配でき、貧困線いかが80%だった黒人の方にサービスを向けられるというものだった。カーマイケル達は黒人住民を支援するために、登録ドライブ、デモ、政治教育授業を行った。アメリカ合衆国議会で1965年に投票権法が成立したことは、投票権が連邦政府によって監督され、執行されることを意味していた。
1966年、ラウンズ郡自由機構から数人の住人が郡役人に選ばれた。白人が支配するアラバマ民主党の白い雄鶏に対抗して黒豹を標章に採用した。郡内の白人はラウンズ郡自由機構に対して強く反応した。公民権運動に対する報復として、白人土地所有者が黒人小作人の多くを退去させ、家なし職なしの状態においた。
学生非暴力協調委員会とラウンズ郡指導層はこれらの家族を離れ離れにならず、郡内に留まらせるよう支援した。テント、ベッド、ヒーター、食料、水を購入し、幾つかの家族には一時的な「テント町」建設を助けた。宿営地に向けて定期的に発砲があるなど嫌がらせもあったが、オーガナイザーが新しい職を見つけ、恒久的な家を探せるよう支援したので、ほぼ2年間近く耐えた。白人は店舗やレストランでラウンズ郡自由機構構成員と分かる者へのサービスを拒んだ。幾つか小さな暴動が起きた。ラウンズ郡自由機構は前進を続け、組織化と有権者登録を継続した。
黒人候補者は落選したが、そのときから選ばれ続けた者もいた。当初は失敗があったが、闘い続けた。政治の民主的な社会による支配という目標は、より広く公民権運動に広がっていった。
郡最初の黒人保安官は1970年に選出されたジョン・ヒュレットだった。

## 地理
アメリカ合衆国国勢調査局に拠れば、郡域全面積は725.03平方マイル (1,877.8 km2)であり、このうち陸地717.94平方マイル (1,859.5 km2)、水域は7.10平方マイル (18.4 km2)で水域率は0.98%である。

### 主要高規格道路
- 州間高速道路65号線
- アメリカ国道31号線
- アメリカ国道80号線
- アラバマ州道21号線
- アラバマ州道97号線

### 空港
- フォートデポジット・ラウンズ郡空港

### 隣接する郡
- オートーガ郡 - 北
- モンゴメリー郡 - 東
- クレンショー郡 - 南東
- バトラー郡 - 南
- ウィルコックス郡 - 南西
- ダラス郡 - 西

### 国立保護地域
- セルマからモンゴメリー国立歴史道（部分）

## 人口動態
以下は2000年の国勢調査による人口統計データである。
| 基礎データ - 人口: 13,473人 - 世帯数: 4,909 世帯 - 家族数: 3,588 家族 - 人口密度: 7人/km2（19人/mi2） - 住居数: 5,801軒 - 住居密度: 3軒/km2（8軒/mi2） 人種別人口構成 - 白人: 25.86% - アフリカン・アメリカン: 73.37% - ネイティブ・アメリカン: 0.11% - アジア人: 0.12% - 太平洋諸島系: 0.02% - その他の人種: 0.12% - 混血: 0.40% - ヒスパニック・ラテン系: 0.63% 先祖による構成 - アフリカ系：73.37% - イギリス系：21.14% - スコットランド・アイルランド系：3.1% | 年齢別人口構成 - 18歳未満: 30.2% - 18-24歳: 9.1% - 25-44歳: 27.1% - 45-64歳: 21.4% - 65歳以上: 12.2% - 年齢の中央値: 34歳 - 性比（女性100人あたり男性の人口） - 総人口: 87.9 - 18歳以上: 82.9 世帯と家族（対世帯数） - 18歳未満の子供がいる: 35.4% - 結婚・同居している夫婦: 42.9% - 未婚・離婚・死別女性が世帯主: 25.7% - 非家族世帯: 26.9% - 単身世帯: 24.6% - 65歳以上の老人1人暮らし: 9.4% - 平均構成人数 - 世帯: 2.73人 - 家族: 3.28人 | 収入と家計 - 収入の中央値 - 世帯: 23,050米ドル - 家族: 28,935米ドル - 性別 - 男性: 27,694米ドル - 女性: 20,137米ドル - 人口1人あたり収入: 12,457米ドル - 貧困線以下 - 対人口: 31.4% - 対家族数: 26.6% - 18歳未満: 41.7% - 65歳以上: 26.6% |

## 都市と町

### 町
| - ベントン - フォートデポジット - ゴードンビル | - ヘインビル - 郡庁所在地 - ラウンズボロ | - モシーズ - ホワイトホール |

### 未編入の町
- バークビル
- レトハチー
- サンディリッジ

## 教育
ラウンズ郡の公共教育はラウンズ郡公共教育学区が管轄しており、下記の学校がある。
- カルフーン高校
- セントラル小学校
- セントラル高校
- フォートデポジット小学校
- ヘインビル中学校
- ジャクソン・スティール小学校
- ラウンズ郡中学校